# 5641 McCleese
5641 McCleese è un asteroide areosecante del diametro medio di circa 5,7 km. Scoperto nel 1990, presenta un'orbita caratterizzata da un semiasse maggiore pari a 1,8194809 au e da un'eccentricità di 0,1264711, inclinata di 22,20535° rispetto all'eclittica.
L'asteroide è dedicato all'astronomo statunitense Daniel J. McCleese.